# Viking Life-Saving Equipment

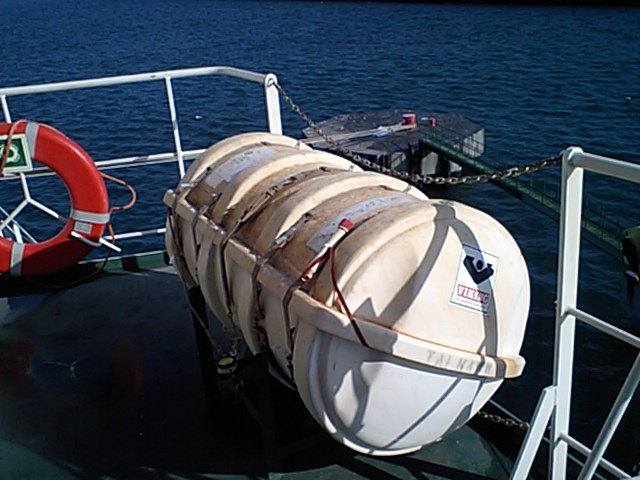
Behållare för livräddningsflotte

Viking Life-Saving Equipment A/S är en dansk familjeägd tillverkare av sjösäkerhetsutrustning i Esbjerg. Viking är framförallt känd för sina livräddningsflottar.
Viking Life-Saving Equipment grundades 1960 av Tage Sørensen (1915–2016) som Nordisk Gummibådsfabrik.
Viking Life-Saving Equipment övertog 2018 det norska företaget Norsafe AS.